# Joseph Jacobs

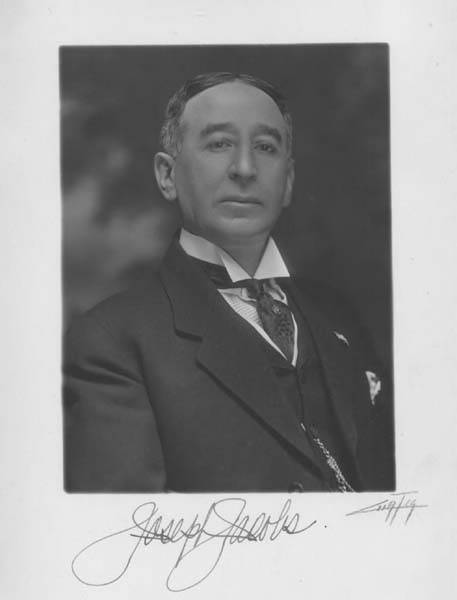
Joseph Jacobs

Joseph Jacobs (* 29. August 1854 in Sydney; † 30. Januar 1916 in Yonkers) war ein australischer Historiker und Volkskundler, der sich vor allem mit Erzählforschung befasste und einige Märchensammlungen herausgab. Er war einer der Verfasser der Jewish Encyclopedia sowie auch der erste jüdische  „Rassenforscher“.
Jacobs, Sohn von John und von Sarah Jacobs, besuchte in Sydney die Grammar School und anschließend, mit Hilfe eines Stipendiums für alte Sprachen, Mathematik und Chemie, die Universität. Er schloss sein Studium allerdings nicht in Sydney ab, sondern reiste im Alter von 18 Jahren nach England und schrieb sich am St. John’s College in Cambridge ein, wo er 1876 seinen Bachelor erwarb. Ab 1877 studierte er an der Humboldt-Universität zu Berlin. Er war von 1878 bis 1884 Sekretär der Gesellschaft für hebräische Literatur.
Er war in den 1880er Jahren Student der Anthropologie am Statistischen Labor des University College London unter Francis Galton. Seine Studies in Jewish Statistics: Social, Vital and Anthropometric (1891) machte ihn zum ersten Vertreter der jüdischen Rassenforschung.
Von 1884 bis 1900 arbeitete er an diversen anthropologischen Studien, Artikeln und Büchern mit.
Beeinflusst von den Brüdern Grimm, Charles Perrault und dem romantischen Nationalismus gab er zwischen 1890 und 1912 fünf Märchensammlungen heraus: Englische Märchen, Weitere englische Märchen, Keltische Märchen, Weitere keltische Märchen und Europäische Volksmärchen. Unter anderem wurden die Märchen Hans und die Bohnenranke und Die drei kleinen Schweinchen durch ihn bekannt.